# Principi di geologia
Principi di geologia  (in inglese Principles of Geology) è un trattato scritto da Charles Lyell, pubblicato nel 1830.
Nel testo l'autore sostiene che la Terra non fosse stata creata così come la vediamo, in forma definitiva, ma era costantemente soggetta a cambiamenti. L'obiettivo di Lyell era di rendere note le tesi di James Hutton, e cioè che i lenti fenomeni naturali, possono adeguatamente spiegare i fenomeni geologici. Egli descrisse un modello  nel quale "non c'erano prove di un inizio, né indizi di una fine" e immaginava la Terra in un ciclo continuo. Il grande pregio di Lyell fu di saper divulgare quelle teorie: fu il primo a diffondere il concetto, sintetizzato da A.Geikie nella celebre espressione: "il presente è la chiave del passato" secondo cui i processi geologici osservabili nel presente potevano spiegare benissimo le enormi trasformazioni avvenute sulla Terra, attraverso l'azione di forze che avevano agito in tempi lunghissimi. Attualmente la celebre affermazione di Lyell è da integrarsi col suo opposto: "il passato è la chiave del presente" dal momento che non si possono escludere, per il passato, dei fenomeni diversi che hanno contribuito a modellare il pianeta Terra. Non vengono più accolte né l’uniformità della velocità dei processi, né l’uniformità delle condizioni (dinamismo statico). Si accoglie invece il cosiddetto uniformismo metodologico (S.J. Gould, 1965), che accetta l’uniformità (non dimostrabile) delle leggi della natura nel tempo e nello spazio e l’uniformità dei processi geologici. 
Lyell riteneva che i processi agivano nel passato come nel presente, rifiutando le tesi del catastrofismo, diventando il principale sostenitore della teoria dell'attualismo. Nei suoi scritti geologici Lyell sostenne che: 
- il passato geologico poteva essere capito meglio attraverso processi naturali come la sedimentazione, l'erosione e l'avanzamento o ritiro dei ghiacciai;
- il gradualismo filetico che consiste nei cambiamenti lenti e costanti;
- le leggi naturali operano oggi come nel passato.